# Trechispora canariensis
Trechispora canariensis är en svampart som beskrevs av Ryvarden & Liberta 1978. Trechispora canariensis ingår i släktet Trechispora och familjen Hydnodontaceae.   Inga underarter finns listade i Catalogue of Life.